# جون مورغان (لاعب كرة قدم)
جون مورغان (بالإنجليزية: Jon Morgan)‏ هو لاعب كرة قدم بريطاني في مركز الوسط، ولد في 10 يوليو 1970 في كارديف في المملكة المتحدة. لعب مع كارديف سيتي.